# غاريث باول وليامز
غاريث باول وليامز (بالإنجليزية: Gareth Powell Williams)‏ هو لاعب اتحاد الرغبي بريطاني، ولد في 6 نوفمبر 1954 في ويلز في المملكة المتحدة، وتوفي في 13 مايو 2018 بسبب اضطراب عصبي.

## وصلات خارجية
- غاريث باول وليامز عل موقع إسبنسكروم (الإنجليزية)